# ジェームス・P・ゴーマン
ジェームス・パトリック・ゴーマン（James Patrick Gorman、1958年7月14日 - ）は、アメリカ合衆国の投資家。モルガン・スタンレーの会長で同社の元最高経営責任者。

## 来歴
オーストラリアメルボルンに生まれる。父は技術コンサルタントとして働いていた。
ザビエル大学に通い、その後はメルボルン大学にてB.A.とL.L.B.を取得した。
1982年、法律事務所フィリップス・フォックス・アンド・マゼル（現：DLA Piper）に入所し、弁護士であった。その後、渡米してコロンビア・ビジネス・スクールに通い、MBAを取得した。
マッキンゼー・アンド・カンパニー、メリルリンチを経て、2006年2月にモルガン・スタンレーにグローバル・ウェルス・マネジメント・グループ（GWMG）の社長兼最高執行責任者として入社。2007年7月に最高財務責任者だったコルム・ケレハーと共にストラテジックプランニング共同責任者に就任し、2007年11月にワリド・チャンマーと共にモルガン・スタンレーの共同社長に任命された。
2010年1月1日、モルガン・スタンレーの最高経営責任者に任命された。2012年1月1日、退任したジョン・マックの後任で同社会長に就任し、以降は会長兼CEOとなった。また、筆頭株主である三菱UFJフィナンシャル・グループ（MUFG）との関係強化にも尽力した。
2020年1月26日、オーストラリア勲章（区分：Officer）を授与された。
2023年12月31日をもってモルガン・スタンレーのCEOを退任した。2024年1月1日以降は兼務していた会長にとどまり、後任のCEOは同社の共同社長で投資銀行部門幹部だったテッド・ピックに引き継がれた。

## 人物
ペニーと結婚しており、子供が2人いる。